# 爪哇絢鯰
爪哇絢鯰，為輻鰭魚綱鯰形目鯰科的其中一種，為熱帶淡水魚，分布於亞洲印尼爪哇島淡水流域，體長可達30公分，棲息在底層水域，以魚類及甲殼類為食，生活習性不明。

## 扩展阅读
維基物種上的相關：爪哇絢鯰